# Lill-Kälsjön, Jämtland
Lill-Kälsjön är en sjö i Bräcke kommun i Jämtland och ingår i Ljungans huvudavrinningsområde.